# Жанвье, Николя
Николя Жанвье (фр. Nicolas Janvier; 11 августа 1998 года, Сен-Мало, Франция) — французский футболист, играющий на позиции полузащитника.

## Клубная карьера
В восемь лет игроком заинтересовались в академии «Ренна», где он оказался в скором времени. Выпустившись из неё, Николя подписал контракт и продолжил выступать за вторую команду, параллельно привлекаясь к тренировкам с основной. 11 декабря 2015 года он дебютировал в Лиге 1, заменив Хуана Кинтеро во втором тайме поединка с «Каном». Всего в сезоне 2015/2016 провёл за «Ренн» три матча.

## Карьера в сборной
Николя один из основных игроков юношеских сборных Франции. Стал чемпионом Европы среди юношей до 17 лет в 2015 году, сыграв на турнире в четырёх встречах. Принимал участие в чемпионате мира 2015 года среди юношеских команд.

## Интересные факты
Кумиром для Николя является Уэйн Руни, стилю игры которого он всегда стремиться подражать.

## Достижения
Международные
- Победитель чемпионата Европы (до 17 лет): 2015